# Tempilang (onderdistrict)
Tempilang is een onderdistrict (kecamatan) van het Regentschap West-Bangka in het noorden van de Indonesische provincie Bangka-Belitung.

## Verdere onderverdeling
Het onderdistrict Tempilang is anno 2010 verdeeld in negen kelurahan, plaatsen en dorpen:
- Air Lintang (Tempilang)
- Benteng Kuta (Benteng Kota)
- Buyan Kelumbi
- Penyampak
- Sangku
- Simpang Yul
- Sinar Surya
- Tanjungniur
- Tempilang (plaats)